# Rio Cagera
Cagera (Kagera) é a nascente mais remota do Nilo e o maior tributário do lago Vitória, nascendo no Burundi perto da ponta norte do lago Tanganica. Forma parte da fronteira entre Tanzânia e Ruanda e Tanzânia e Uganda. Tem 400 km de comprimento e os Niabarongo e Ruvubu são seus principais afluentes. Sua bacia hidrográfica engloba 60 500 km2.